# Helmand-Kultur

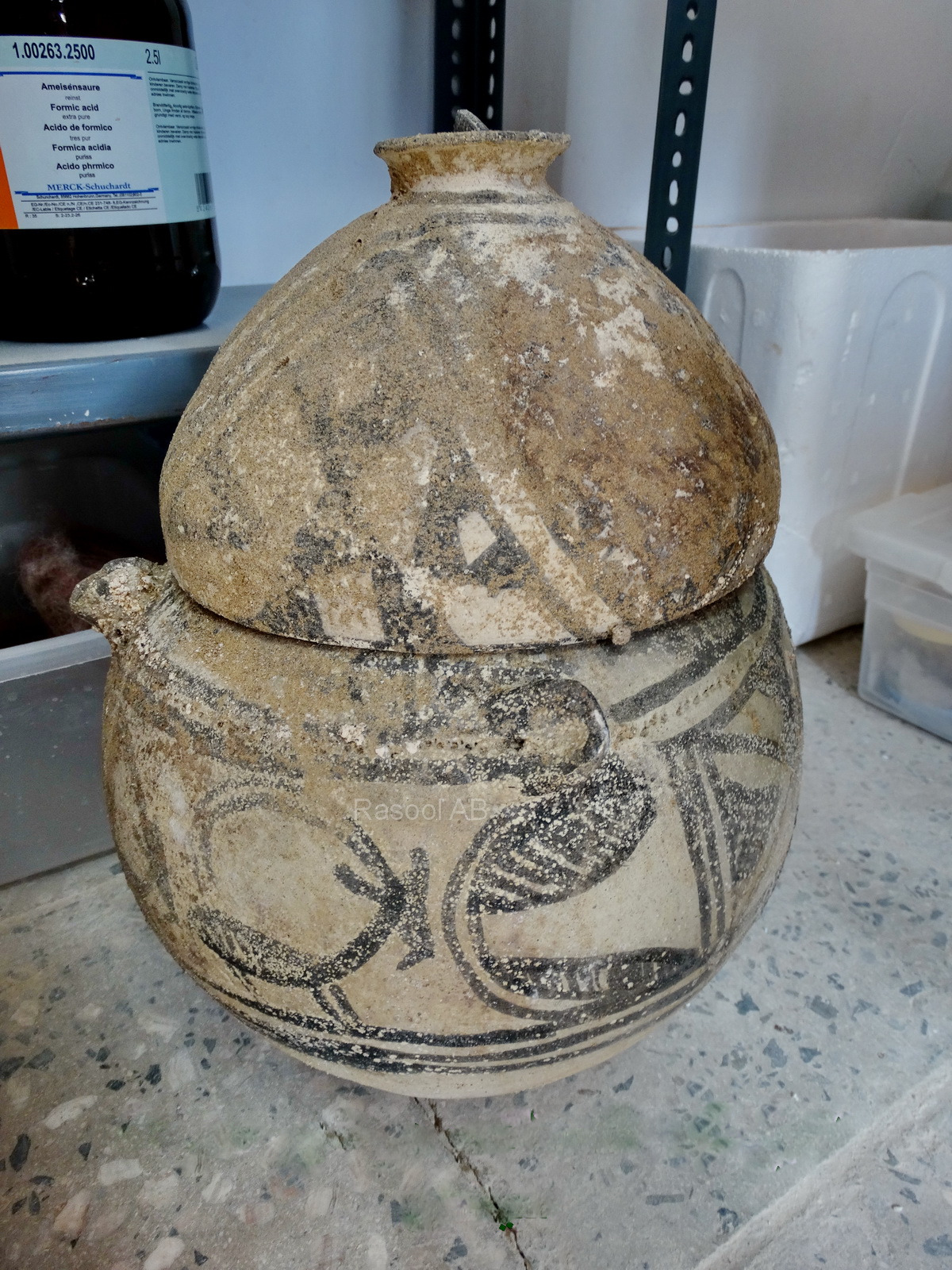
Bemaltes Gefäß aus Schahr-e Suchte

Die Helmand-Kultur (auch Helmand-Zivilisation) blühte im vierten und dritten vorchristlichen Jahrtausend im Süden von Afghanistan und im Südosten des Iran. Diese städtische Bronzezeit-Kultur ist bisher nur von wenigen Fundorten bekannt. Mundigak (Afghanistan) und Schahr-e Suchte (Iran) sind die bedeutendsten Städte mit beachtlichen Ausmaßen. Andere wichtige Orte sind Bampur und Said Qala Tepe. Der Name der Kultur bezieht sich auf den Hilmend, einen Fluss in Afghanistan und Iran, in dessen Bereich sich die meisten Fundorte dieser Kultur befinden. Der Name ist analog zum Namen der Indus-Kultur und Oxus-Kultur gebildet, die sich auch entlang von Flüssen entwickelten. Möglicherweise ist der Bereich der Helmand-Kultur mit einem antiken Staatsgebilde gleichzusetzen.
Es ist die früheste bekannte Kultur in der Region, die Städte baute. In Mundigak konnten ein großer Palast und ein monumentaler Tempel ausgegraben werden. Vor allem der Palast belegt eine fortgeschrittene soziale Gliederung der Gesellschaft. Bronze wurde verarbeitet. Ein Teil der Keramik ist bemalt. Im Fundgut finden sich zahlreiche Terrakottafiguren. An diversen Fundorten fanden sich Siegel mit geometrischen Mustern.
Es gab Kontakte mit den Kulturen am Indus im Osten, der Oasenkultur im Norden und der Dschiroft-Kultur im Westen. Die genaue chronologische Einordnung der Kultur bereitet in der Forschung jedoch Schwierigkeiten. Während die ältere Forschung davon ausging, dass die Indus-Kultur in etwa zeitgleich war, sind neuere Untersuchungen vorsichtig und gehen eher davon aus, dass die Helmand-Kultur schon um 2500 v. Chr. verschwunden war, kurz bevor die Indus-Kultur in voller Blüte stand.